# Романіоти
Романіоти (грец. Ρωμανιῶτες) — субетнічна група євреїв, що сформувалася у Візантійській імперії з потоків міграції юдеїв в Ахеменідській, Селевкідській та Римській імперіях.
Основна країна проживання — Греція, де вони жили в багатьох великих містах: в Афінах, Яніні, Салоніках. У 1900 з 173 000 жителів Салонік близько 80 000 були євреями, серед яких були романіоти.
Друга світова війна стала для громади катастрофою. Нацистська армія окупувала Салоніки 9 квітня 1941. У 1943 усіх міських євреїв загнали в гетто. У тому ж році вони були депортовані.
 
У цілому з Салонік було вислано 43 850 євреїв, або 95 % міської єврейської громади. З 77 377 грецьких євреїв тільки 10 000 змогли пережити Голокост.

## Історія терміна
В античну епоху євреї, які жили в Греції, Малій Азії, Понті, Фракії та Каппадокії, які розмовляли грецькою мовою, називалися з боку інших євреїв «Йованна» (назва греків на івриті, на біблійному грецькому «елліни» і «елліністи»). Середньовічний єврейський термін, що позначав грецькомовних євреїв Візантійської імперії, що проживають на Балканах і в Малій Азії. Термін є етнонімом від західноєвропейської назви Візантійської імперії Романіа. Самі греки називали своїх євреїв просто юдеями, а в сучасній Греції використовується термін Εβραίοι — євреї для загальної назви єврейської нації. Термін романіоти або євреї-романіоти проник в грецьку та інші мови в наш час.